# آن لی
آن لی (انگلیسی: Ann Lee; ۲۹ فوریهٔ ۱۷۳۶ – ۸ سپتامبر ۱۷۸۴) مبلغ مذهبی، رهبر بنیانگذار انجمن متحد مؤمنان به ظهور دوم مسیح یا شاکریسم اهل پادشاهی بریتانیای کبیر بود. وی بین سال‌های ۱۷۵۸ تا ۱۷۸۴ میلادی فعالیت می‌کرد. پس از نزدیک به دو دهه مشارکت در یک جنبش مذهبی که به شاکرها تبدیل شد، در سال ۱۷۷۴ آن لی و گروه کوچکی از پیروانش از انگلستان به نیویورک مهاجرت کردند.